# 马氏曲尾藓
马氏曲尾藓（学名：Dicranum mayrii），又名梅李曲尾藓，为曲尾藓科曲尾藓属下的一个种。

## 扩展阅读
- 維基物種上的相關：马氏曲尾藓